# Jean Philippe Rolin
Jean Philippe Rolin (ur. 14 czerwca 1949 w Boulogne-Billancourt) jest francuskim pisarzem i dziennikarzem. Za dokonania dziennikarskie otrzymał w 1988 roku Prix Albert Londres, a za powieść L'Organisation został w 1996 r. wyróżniony Prix Médicis.
Jako student, wraz ze starszym o dwa lata bratem Olivierem, zaangażował się w maoistyczny nurt Maja 1968. Będąc już dziennikarzem, pracował przede wszystkim jako reporter dla „Libération”, „Le Figaro”, „L'Événement du Jeudi” i „Géo”. Jest autorem esejów, kronik, powieści i opowiadań. Jako pisarz-podróżnik z melancholią opisuje znikające światy, społeczeństwa i więzi. W książce Terminal Frigo opisuje wędrówkę po przemysłowych portach francuskiego wybrzeża.
Powieści i zbiory reportaży Jeana Rolina są tłumaczone i wydawane na całym świecie, m.in. w Niemczech, Rosji, Stanach Zjednoczonych, Włoszech, Norwegii, Hiszpanii, Meksyku i Albanii.

## Twórczość
- Chemins d’eau, 1990, 1992
- Journal de Gand aux Aléoutiennes (Prix Roger-Nimier 1982), 2010
- L’Or du scaphandrier, 1983
- L’Avis des bêtes, 1984
- Vu sur la mer, 1986
- La Ligne de Front (Prix Albert-Londres 1988), 2010
- La Frontière belge, 1989
- Cyrille et Méthode, 1994
- Joséphine, 1994
- Zones, 1995
- L’Organisation (Prix Médicis 1996)
- Traverses, 1999
- Campagnes, 2000
- La Clôture, 2002
- Chrétiens, 2003
- Terminal Frigo, 2005
- L’Homme qui a vu l’ours, 2006
- L’Explosion de la durite, 2007
- Un chien mort après lui, 2009 - I ktoś rzucił za nim zdechłego psa, wyd. Czarne, 2011
- Le ravissement de Britney Spears, 2011
- Le traquet kurde, 2018